# 부정맥돌연사증후군
부정맥돌연사증후군(Sudden arrhythmic death syndrome) 또는 성인돌연사증후군(Sudden adult death syndrome)은 부정맥에 의한 심정지로 성인이 급사하는 증상을 말한다. 브루가다 증후군 등의 원인이 있다. 잠을 자다가 발생하면 손을 쓰지 못하고 사망하게 된다. 그래서 돌연사 위기에서 살아났거나, 위험한 부정맥이 발견된 경우 이식형 제세동기를 부착한다.

## 같이 보기
- 영아돌연사증후군